# Arenal de la Costa
El Arenal de la Costa es un yacimiento arqueológico situado en el término municipal de Onteniente, Valencia (España), concretamente en la margen izquierda del barranco de la Loma Rasa. Se trata de un poblado en llano situado en un interfluvio, a una altura de entre 375 metros (zona A) y 377 metros (zona B) sobre el nivel del mar, y cuyas estructuras son principalmente excavadas en el terreno natural. Su datación corresponde al Horizonte Campaniforme de Transición, sobre el 2500-2100 Cal. BC.

## Historia
El yacimiento, descubierto por el Servicio Arqueológico Municipal de Onteniente en mayo de 1988, fue excavado a lo largo de los años que sucedieron a su hallazgo. Durante 1998 se realizó la excavación de la llamada zona “A”, con el hallazgo de 4 estructuras con materiales asociados con cronologías cercanas al 1.900 a.C. Hasta 1991 se descubrieron otras 9 estructuras y en ese mismo año se estudió la llamada zona “B”, donde aparecieron 22 estructuras más. Los materiales hallados en esta zona se adscriben al final del Neolítico, concretamente a la época conocida como Horizonte Campaniforme de Transición, coincidiendo por tanto con la cronología de 1.900 a.C. asociada a la excavación de 1988. Entre 1992 y 1993 se realizó una nueva campaña en el yacimiento, en la que fueron halladas 37 estructuras, la mayoría de ellas silos y fosas como las anteriormente documentadas.

## Estructuras
En el Arenal de la Costa predominan las estructuras subterráneas excavadas en el terreno natural, como silos y fosas, de cuya función existen diversas teorías: nichos de una necrópolis, depósitos funerarios, estructuras de combustión, basureros, fondos de cabaña, almacenes, etc. De este tipo de estructuras se han documentado un total de 32, cuyas características son por lo general muy heterogéneas. En cuanto a la anchura de la boca, la mayoría se mueven entre los 100 y los 200 centímetros, siendo similar la anchura de la base. La altura varía desde los 13 hasta los 120 centímetros, mostrando una gran variabilidad. La planta de estas estructuras es fundamentalmente circular, pero han sido halladas también fosas de planta alargada y ovalada. En cuanto a la base, la mayoría es de base plana pero también numerosas fosas de base cóncava. La forma de estos silos y fosas es la variable que presenta mayor variedad, siendo las más habituales las formas troncocónicas, las troncocónicas invertidas, las de cubeta y las rectangulares. Por otra parte, también han sido documentados parte de un fondo de cabaña y de un foso segmentado. El fondo de cabaña tiene unas medidas de 5,70m por 3,40 m y su planta, aunque mal conservada, aparenta ser circular. Asociado a este fondo de cabaña aparece un agujero de poste también circular con piedras incrustadas en sus paredes. Las estructuras fueron identificadas gracias a las diferencias de color entre la tierra natural y la tierra de las mismas, más oscuras, y gracias a la presencia de restos antrópicos que testimonian su utilización por parte del hombre prehistórico.

## Materiales
Se han localizado en el yacimiento del Arenal de la Costa los siguientes materiales arqueológicos:
Cerámica
Han sido encontrados un total de 5.744 fragmentos cerámicos, principalmente restos de cerámica a mano. Dos variables, el grosor de las paredes y la calidad de los acabados, nos indican que son cerámicas de una notable calidad. Destaca la preeminencia de la cerámica sin decorar (99,33% de los restos hallados), pero también de la presencia de cerámica incisa campaniforme, con predominio formal de boles globulares y hemisféricos y ollas.
Industria lítica
En cuanto a la industria lítica se han hallado 975 piezas, dos tercios de las cuales constituyen restos de talla. En vista de los hallazgos producidos, se puede afirmar que la materia prima utilizada por los pobladores del Arenal de la Costa es el sílex. El utillaje no retocado en el yacimiento no alcanza el 14% de los restos hallados, dominando principalmente las lascas de pequeño tamaño. El utillaje retocado, por otra parte, abarca el 16,5% de los restos. Existe una notable variedad en este tipo de utillaje: han sido documentadas piezas como lascas retocadas, muescas y denticulados, hojas y hojitas retocadas, truncaduras, puntas de flecha, geométricos y perforadores. En cuanto a la piedra pulimentada, predomina la presencia de fragmentos, por lo que resulta difícil establecer una tipología predominante. Únicamente se han podido identificar un par de azuelas
Industria ósea
Han sido hallados en el yacimiento un total de nueve piezas óseas trabajadas, cinco de las cuales son punzones, aunque el descubrimiento más destacado ha sido un botón piramidal de base rectangular fabricado en marfil. Lo más interesante de este último hallazgo es que, dado que no existía en la península ibérica ninguna especie de la que se pudiera obtener la materia prima, muestra la existencia de redes comerciales con centros lejanos. También aparecieron en el yacimiento tres fragmentos de conchas trabajadas, dos con perforaciones y una nacarada.
Restos humanos
En cuanto a los restos humanos, el Arenal de la Costa sólo ha podido ofrecer muestras muy fragmentadas y estropeadas de un total de tres individuos enterrados en algunas de las estructuras subterráneas. Han sido halladas diversas piezas dentarias, una mandíbula y, como resto más sobresaliente, un enterramiento muy bien conservado en un silo. El cuerpo se hallaba en posición decúbito supino-lateral y nos sirve para afirmar que durante el Horizonte Campaniforme de Transición, al menos en las fechas asociadas a este yacimiento, se practicaba la inhumación individual dentro del poblado o en sus inmediaciones.
Fauna
Los restos óseos del yacimiento del Arenal de la Costa aparecieron en 18 de sus estructuras. En cuanto a los restos de animales domésticos, predominan las muestras de ovicápridos y bovinos, siendo menos abundantes los restos de cerdo. En algunos de estos restos óseos se pueden identificar las marcas de dientes de perro, lo que nos hace pensar que fue un animal presente dentro del yacimiento, aunque sus restos suponen únicamente un 0,23% de los restos hallados. Otro animal presente de una manera meramente testimonial es el caballo, del cual fueron encontrados 5 restos. En cuanto a los animales silvestres, aparecen restos escasos de conejos, liebre y ungulados. Dentro de este último grupo, solamente se han identificado restos de corzo y ciervo. Las aves, por su parte, brillan por su ausencia en el Arenal de la Costa, donde se ha podido identificar un único resto de perdiz común. Es posible que esta ausencia de restos de aves se explique por la presencia de perros, que acabarían con los restos de las mismas privándonos de su estudio. No obstante, actualmente se considera que la caza de aves, en caso de darse, sería una actividad ocasional y no habitual.
Vegetales
Los estudios antracológicos han arrojado resultados poco concluyentes en el yacimiento del Arenal de la Costa debido a la escasez de muestras halladas. Se muestran como predominantes las especies mediterráneas y de ribera, con abundancia de especies arbustivas. No obstante, a diferencia de otros yacimientos cercanos como podría ser el de Jovades, aparecen algunas especies poco habituales en zonas adyacentes como la higuera y el taray. En cuanto a las semillas halladas, tan solo se ha podido identificar una especie, la cebada desnuda, un tipo de cultivo habitual en el sudeste mediterráneo durante la Edad del Bronce.